# 2,6-Dibromhydrochinon
2,6-Dibromhydrochinon ist eine chemische Verbindung, die sowohl zu den Polyphenolen als auch zu den Halogenaromaten gehört. Sie ist zusammen mit 2,3-Dibromhydrochinon und 2,5-Dibromhydrochinon eines der drei stellungsisomeren Dibromhydrochinone.

## Darstellung
2,6-Dibromhydrochinon kann in einer mehrstufigen Reaktion aus Phenol hergestellt werden. Zunächst wird Phenol mit einem Überschuss von Brom behandelt, dabei bildet sich über 2,4,6-Tribromphenol als Zwischenstufe 2,4,4,6-Tetrabrom-2,5-cyclohexadienon (Trivialname: Tribromphenolbrom). Dieses wird mit rauchender Salpetersäure oxidiert, dabei bildet sich 2,6-Dibromchinon, das mit Schwefliger Säure zum 2,6-Dibromhydrochinon reduziert werden kann.

## Derivate
Die Nitrierung von 2,6-Dibromhydrochinon mit Salpetersäure verläuft im Gegensatz zum 2,5-Dibromhydrochinon glatt, es bildet sich 2,6-Dibrom-3,5-dinitrohydrochinon.
Durch Reaktion mit Dimethylsulfat entsteht der Dimethylether, der einen Schmelzpunkt von 56 °C hat und unter der CAS-Nummer 74076-59-8 registriert ist.
Das Diacetat, das durch Esterbildung mit Essigsäureanhydrid dargestellt werden kann, hat einen Schmelzpunkt von 116,5 °C.
Durch Reaktion mit Chloracetonitril entsteht das 2,6-Dibrom-4-hydroxyphenoxyacetonitril mit einem Schmelzpunkt von 166–167 °C.

## Vorkommen in der Natur
2,6-Dibromhydrochinon ist ein Zwischenprodukt im biologischen Abbau des Herbizids Bromoxynil.